# Wramplingham
Wramplingham is een civil parish in het bestuurlijke gebied South Norfolk, in het Engelse graafschap Norfolk met 115 inwoners.